# Новелті
Новелті (англ. Novelty — новизна) — один з ранніх паровозів, збудований 1829 року Джоном Ерікссоном й Джоном Брейтвейтом. Брав участь у рейнхільських випробуваннях й був на них серйозним конкурентом «Ракеті» Стефенсонів. З 1833 року протягом кількох років використовувався на залізниці між містами Сант-Хеленс і Віднес у графстві Ланкашир.

## Конструктори
Конструктори «Новелті» Д. Еріксон й Д. Брейтвейт з кінця 1820-х років були партнерами у лондонській компанії Брейтвейта, в якій розробляли пожежні карети з паровими насосами. Про конкурс паровозів на Ліверпуль — Манчестерській залізниці вони дізналися лише за сім тижнів до його початку. «Новелті» було збудовано у Лондоні й човном доставлено у Ліверпуль.

## Будова

### Загальна характеристика
- Вміст парового казана — 45 галонів 282 кубічних дюйма води (приблизно 204 л)
- Запас води у запасному баку — 20 кубічних футів (566 л).
- Діаметр циліндрів — 6 дюймів (15,25 см)
- Хід поршнів — 12 дюймів (30,48 см).
- Швидкість — 31,868 милі/год (51,26 км/год). Найбільша швидкість паровозу того часу.
- Швидкість з вантажем, втричі більшим самого паровозу — 20 3/4 милі/год.
- Запас коксу — 4 бушелі (145,6 л), за вагою — трохи більше 50 кг.
- Вага — 2,762 т.
- Вага при повному завантаженні запасу води й палива — 3,508 т.
- Витрата палива на 1 милю — 4 фута 12 унцій 12 драхм (приблизно 1,8 кг), втричі менше, ніж інші паровози на рейнхільських змаганнях.

На відміну від тодішніх паровозів Новелті не мав тендера — спеціального допоміжного вагону для зберігання запасів палива й води. Новелті ніс запас води й палива на собі. Таким чином Новелті вважається першим танк-паровозом.

### Паровий двигун

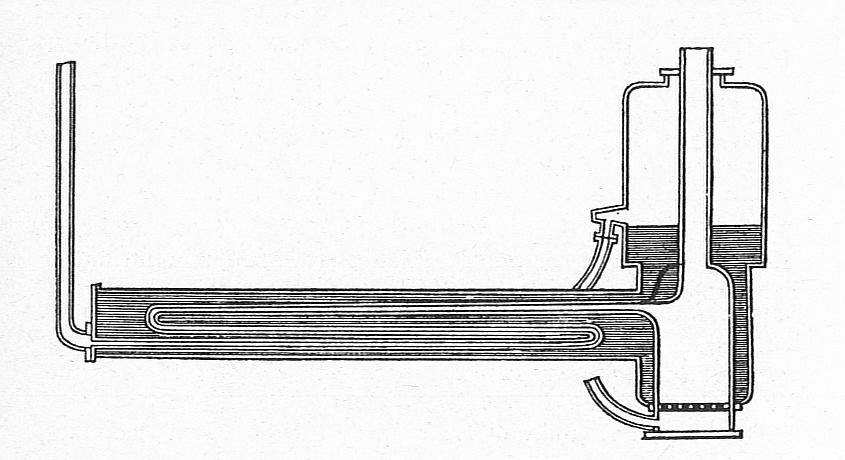
Паровий казан «Новелті».

Паровий казан, встановленний на «Новелті», був сконструйованний Джоном Еріксоном. Він складався з двох частин — веритальної ємності, зробленої з міді, й приробленої до неї горизонтальної частини у вигляді труби. Всередині вертикального сосуду була пічка. Простір між пічкою і сосудом заповнювався водою. Для подачі палива у пічку слугувала вертикальна труба. Для відведення продуктів горіння (диму) з пічки від неї відходила S-подібна трубка. Вона розташовувалася у горизонтальному сосуді парового казана і виходячи з нього, ставала вертикальною димовою трубою. Така форма газовідводної трубки була передбачена для максимальної тепловіддачі від неї воді в казані. Проходячи по трубці, гарячі гази нагрівали її, а вона передавала тепло воді. S-подібна форма трубки дозволяла підвищити площу контакту між нею і водою.
Для роботи парового казана використовувалася примусова подача повітря у піч за допомогою спеціального повітродувного засобу. Використання його сприяло приходу більшої кількості повітря у піч в одиницю часу, ніж було б при природній тязі і сприяло таким чином інтенсивнішому спаленню палива і більшій потужності парового казана. Використання примусової подачі повітря у пічку парового двигуна паровозу було новаторським рішенням.
Повітродувний пристрій був механізований, він приводився у дію важелями, з'єднаними з тягелями клапанів, що передавали рух від циліндрів колесам. Таким чином об'єм повітря, що вдувається в піч, був пропорційний швидкості паровоза — чим швидше він їхав, тим більше повітря могло потрапити у пічку, тим інтенсивніше працював паровий казан, тим швидше їхав паровоз. Припускається, що під час стоянки повітря у піч при потребі нагніталося вручну. Однак, деталі повітродувного пристрою невідомі.

### Передача руху колесам
На паровозі було два вертикально розташованих циліндри діаметром 6 дюймів і ходом 12 дюймів. Тягелі були зв'язані зі штоками клапанів, разом з якими здійснювали поступально-зворотний рух у вертикальному напрямку. Через систему важелів та шатунів вертикальний рух тягелів передається кривошипам ведучої осі. Ведучою на Новелті була лише одна пара коліс.

## Виступ під час рейнхільських випробувань
Паровоз відразу, ще до виступів, сподобався глядачам, його легкість, компактність і чудовий дизайн викликали загальне захоплення. Однак, звичайні сентименти, як зазначав кореспондент «Механічного журналу», дуже швидко переросли на суцільне захоплення здивування його справді чудовим виступом.
Новелті виступав у перший день змагань другим після «Ракети» Стефенсонів. «Ракета» показала добру швидкість, недосяжну для тодішніх тепловозів, однак Новелті перевершив його, досягнувши швидкості без вантажу 31,868 милі/год (51,26 км/год). «Ракета» не змогла досягти цієї швидкості навіть з відчепленим тендером. З вантажем у тричі важчим від самого Новелті, паровоз досягав швидкості 20 миль/год. Однак під час змагань у Новелті було дві поломки, спочатку вийшла з ладу трубка, потім почав пропускати паровий казан у місцях стикання. Полагодити до завершення змагань не вдалося. Таким чином паровоз не зміг пройти умови змагань. Переможцем була «Ракета», єдиний паровоз, який зміг пройти майже всі умови змагань.
Хоча Новелті не зміг виконати умови змагань, після них він отримав позитивні оцінки журналістів.
Газета «Ліверпуль мерк'юрі» писала про Новелті: «Незважаючи на не зовсім вдалу роботу цієї машини на змаганнях, може бути, поза сумнівом,- і ми віримо, що висловлюємо думку дев'яти десятих всіх інженерів і вчених мужів, які зараз перебувають у Ліверпулі,- що принцип дії і будова цього лондонського паровозу це ті, що будуть наслідувані у конструкції всіх майбутніх локомотивів. Потужне нововведення вдування повітря, розташування водяного баку нижче підлоги паровоза, що означає, що центр тяжіння є перенесеним нижче лінії руху, чудовий механізм передачі руху колесам, абсолютна відсутність запаху, диму, шуму, вібрації чи неприємних відчуттів будь-якого ґатунку, витонченість механізмів, коротко кажучи виникає загальне враження про досконалість ідеї».

## Після рейнхільських випробувань
Новелті було перевезено на залізницю, де він працював кілька років. В цей час на ньому було встановлено нові циліндри і новий паровий казан.

## Копії

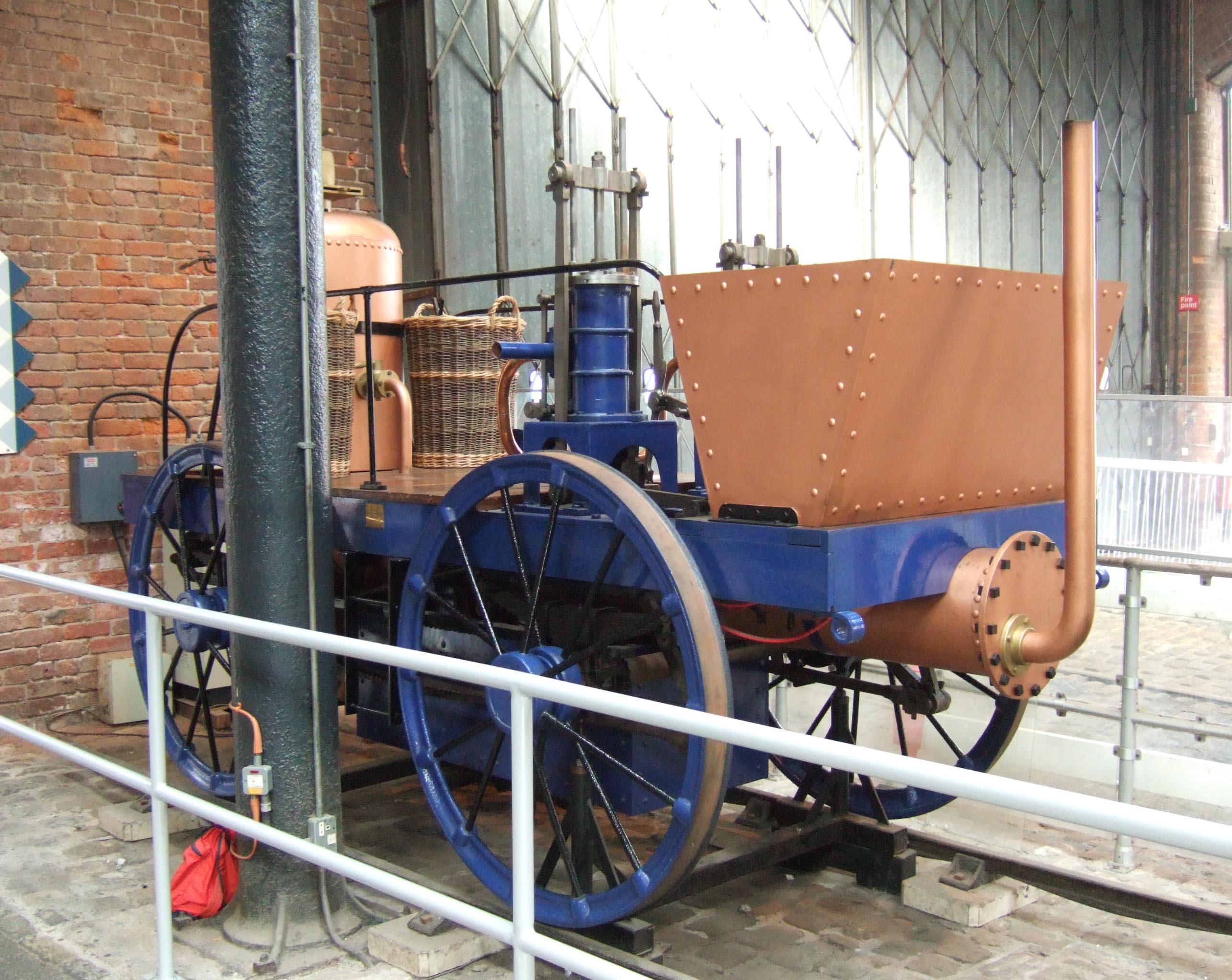
Модель паровозу «Новелті» у Музеї науки і промисловості у Манчестері, що містить оригінальні колеса й один циліндр. Збудована 1929 року. 1988 року на цю копію паровозу змонтовано акумулятор, від якого вона може працювати.

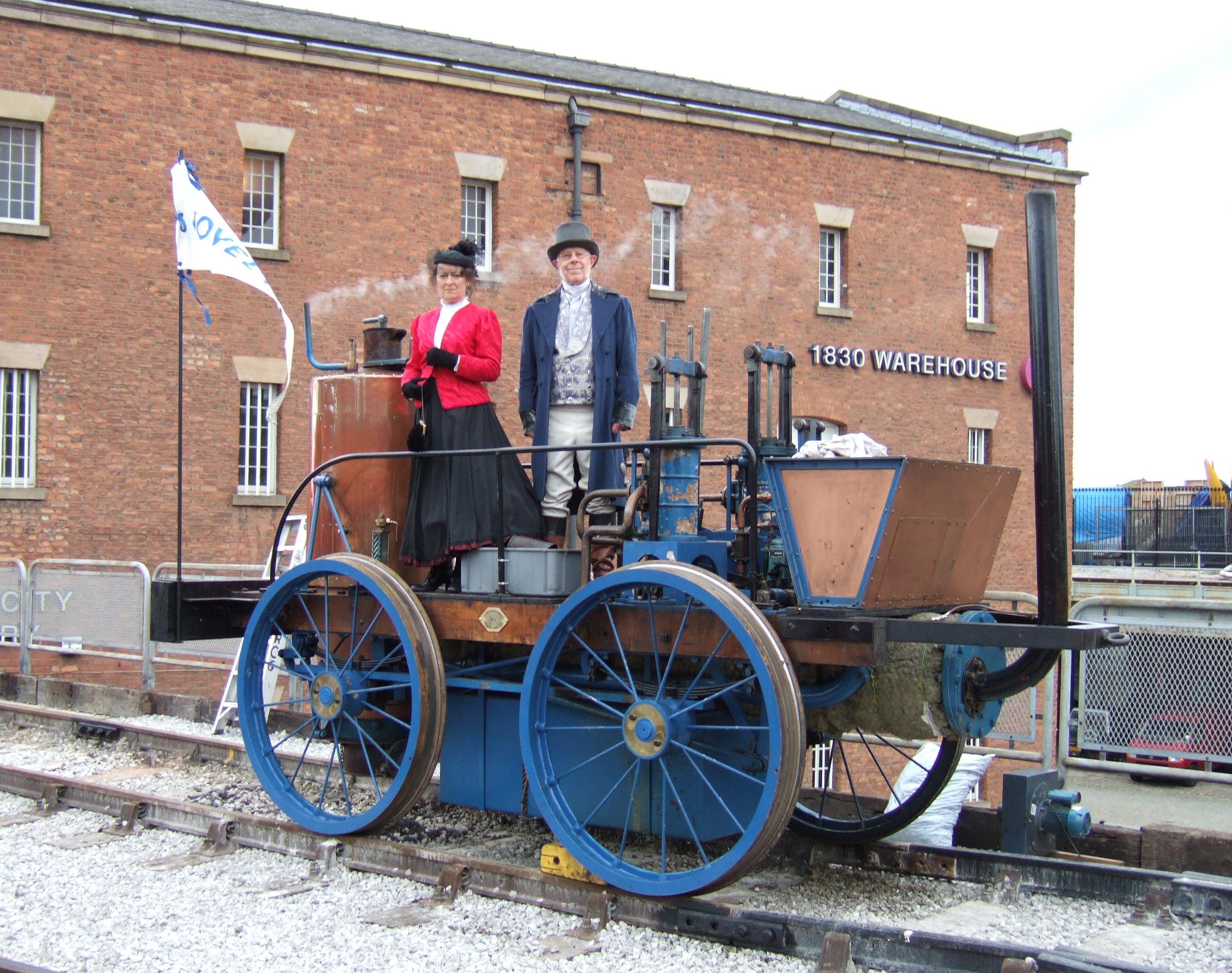
Діюча модель «Новелті», зроблена 1979 року. Зберігається у Швеції. Працює від парового двигуна. Фото зроблено під час перебування моделі у Манчестері 2005 року.

До початку 1920-х років збереглися всі чотири колеса й клапани паровозу. 1929 року оригінальні колеса й один циліндр були використані на недіючій копії паровозу, яка зараз виставляється в Музеї науки і промисловості. 1988 року ця модель була перероблена з додаванням акумуляторів для можливості пересування. Інший циліндр можна побачити в громадській бібліотеці села Рейнхіл (місці проведення випробувань).
1979 року було зроблено ще одну модель Новелті для участі у святкуваннях 150-річчя проведення рейнхільських випробувань, що відбулися навесні 1980 року у селі Рейнхіл за участі моделей й інших учасників рейнхільських випробувань. Приблизно 1982 року ця модель була продана Шведському залізничному музею у Євле. 2002 року ця модель була перевезена у Англію для зйомок документального фільму «„Ракета“ і її суперники», знятого компанією ВВС. 2005 року модель була у Музеї науки і промисловості у Манчестері.

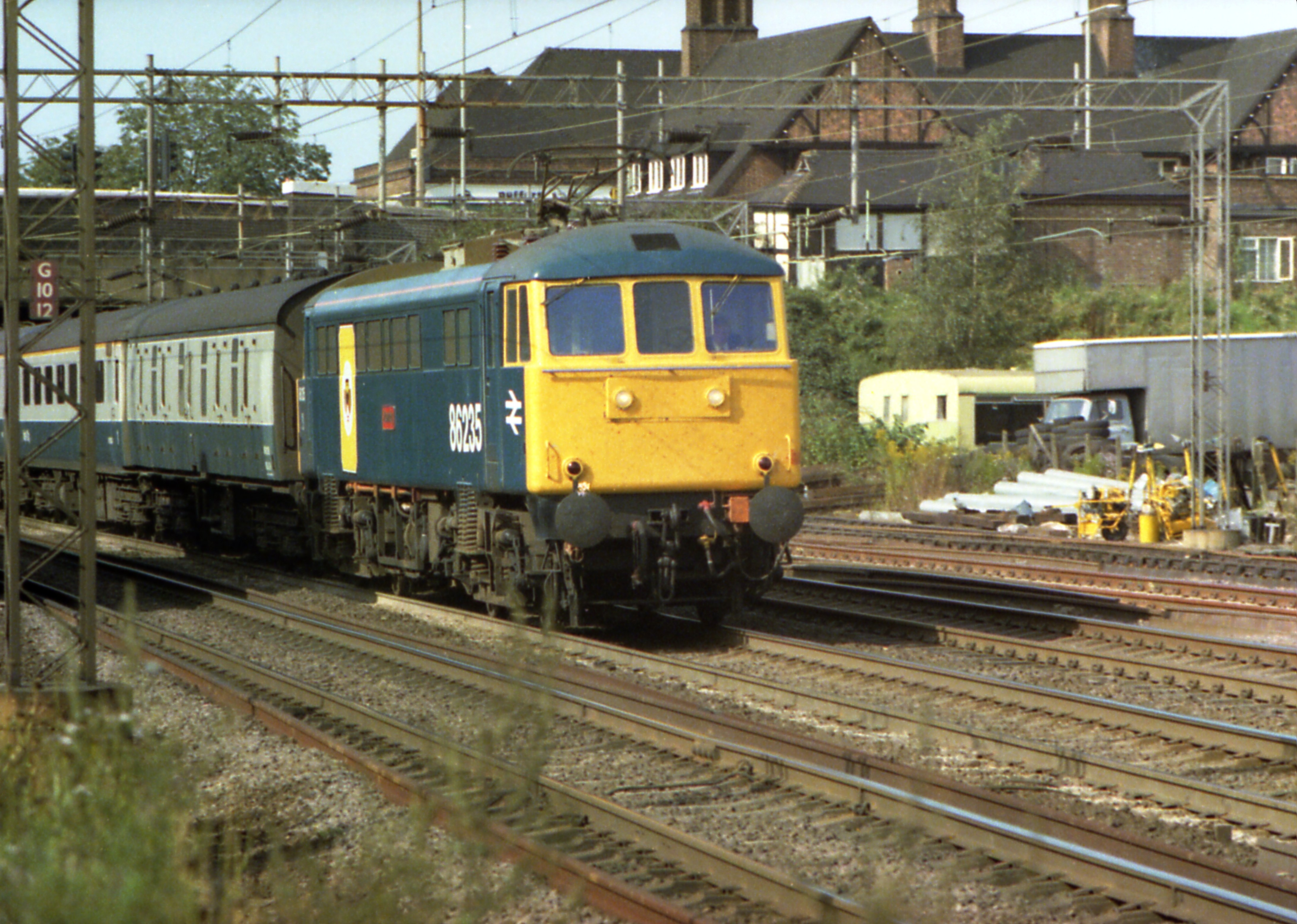
Електровоз серії Class 86 № 86235 (дивись номер на корпусі тепловоза), названий Новелті на честь паровозу Новелті.

На честь Новелті було названо один з електровозів серії Class 86 британського виробництва під № 86235.